# Canton de Fresnay-sur-Sarthe
Le canton de Fresnay-sur-Sarthe est une ancienne division administrative française située dans le département de la Sarthe et la région Pays de la Loire.

## Géographie
Ce canton était organisé autour de Fresnay-sur-Sarthe dans l'arrondissement de Mamers. Son altitude variait de 62 m (Moitron-sur-Sarthe) à 243 m (Saint-Paul-le-Gaultier) pour une altitude moyenne de 142 m.

## Histoire

### L'époque gallo-romaine
Il est difficile de dater l'apparition de la vie humaine sur le territoire du canton de Fresnay-sur-Sarthe.
Cependant, les écrits romains antiques nous apprennent que dès l'époque Gauloise, cette région — qui plus tard constituera le Maine —, est occupée par deux des trois peuples de la confédération des Aulerques ; au sud et au centre de cette région les Aulerques Cénomans, dont la capitale -à l'époque gallo-romaine- portait le nom de Vindunum (aujourd'hui Le Mans, en Sarthe) et plus au nord les Aulerques Diablintes dont la capitale à cette même époque était Noviodunum (aujourd'hui Jublains, en Mayenne). Le troisième peuple gaulois de la confédération des Aulerques, les Éburoviques (dont la capitale était Mediolanum, aujourd'hui Évreux) résidait dans l'actuel département de l'Eure. La conquête de la Gaule par Jules César et les troupes romaines (58 av. J.-C.) apporte son lot de transformations fondamentales au sein des peuples gaulois. Ces dernières adoptent les mœurs, la religion et les arts des vainqueurs. C'est la période de la Pax Romana, paix et prospérité dont bénéficieront également les civitas aulerques et les villages environnants dont Fraxinidum (Fresnay-sur-Sarthe). Nombre de nouveaux monuments viennent orner les villes, ici et là de larges voies s'ouvrent pour relier entre elles les cités voisines. Le commerce se développe et les inégalités apparaissent entre habitants des villes et habitants de la campagne. Les massifs forestiers d'Andaine (Silva Andena), de Perseigne (Silva Persenia) et de Sillé-le-Guillaume sont de plus en plus exploités par les Gaulois qui se sont rendus maitres dans le domaine.
À ces développements matériels, viennent bientôt s'ajouter la diffusion de doctrines nouvelles, et notamment l'introduction du Christianisme vers le milieu du IIIe siècle apr. J.-C. En effet, si les premières communautés chrétiennes sont attestées à Lyon dès le IIe siècle, il faut attendre le IIIe siècle pour voir se multiplier les implantations locales vers l'ouest de la Gaule (an 250 à Tours, 290 à Nantes, etc. la Gaule demeurant majoritairement païenne jusqu'au IVe siècle).
Toutefois dès le IIIe siècle, les invasions barbares viennent changer le cours des événements ; les Saxons après leur cuisante victoire sur l'Armorique, s'installent dans le Pagus aujourd'hui le Saonois. Au début du VIe siècle, les Francs et les Suèves arrivent dans la région ; en 511 Clovis s'empare de la ville du Mans annexant ainsi tous le territoire à son royaume. Débute alors une période plus calme, durant laquelle une nouvelle société va se constituer, mêlant les ruines de l'Empire romain aux coutumes barbares, sous l'influence bien présente du Christianisme. Ainsi, en l'an 572, (Saint) Domnole, évêque du Mans, dote richement la nouvelle abbaye de Saint-Vincent d'un « autre domaine nommé Fraxinidum (Fresnai) avec ses vignes, forêts, prairies, pâturages, eaux et cours d’eau. » ("Histoire de l'église du Mans", 1857, Révérend Père Paul Léon Piolin, historien et Bénédictin de la Congrégation de France).

### Le Moyen Âge
À partir du VIe siècle, les campagnes reprennent de l'importance. La vie se développe autour de l'agriculture et le canton voit apparaitre les premiers domaines. De son côté l'Église qui comprend le danger que représentent les barbares et le paganisme, s'empare des campagnes où elle crée de nombreux monastères. C'est dans le Pagus Silviaciniensis, que le christianisme semble prendre ses marques. L'ermite Léonard retiré à Vandœuvre (Saint-Léonard-des-Bois), fonde un important monastère à 6 km du village de Douillet-le-Joly, édifice dont il nous reste une pierre jonchant la rivière et qui semble-t-il serait le vestige d'un ancien tombeau. À la même époque, Céneri bâtit un autre monastère sur la colline qui portera plus tard son nom. La célébrité du monastère de Vandœuvre attire sur les rives de la Sarthe un certain nombre d'habitants, qui vont fonder de nombreux domaines agricoles, et qui en attirant des ouvriers, vont peu à peu former des hameaux et des villages. Il semble ainsi, que dès le VIIe siècle existe un domaine agricole sur l'actuel emplacement du village de Douillet.
Le désordre réapparait à l'avènement du VIIIe siècle. Les Bretons menacent les frontières du comté du Maine et Charles Martel s'avance à l'ouest à la tête d'une importante armée. À cette époque, une troupe inconnue ravage les campagnes du canton, et le monastère fondé par saint Céneri est pillé. C'est Charlemagne qui rétablira l'ordre dans le Maine, qu'il viendra d'ailleurs visiter en 776. À la mort de ce dernier, saint Aldéric, évêque du Mans, s'attache à assurer le développement de l'agriculture, et l'extension de la religion chrétienne dans les campagnes. Aux alentours de l'an 840, le Maine est victime des invasions bretonne d'abord et normande ensuite, les monastères de Vandœuvre et de Saint-Céneri sont détruits, et les habitants trouvent refuge dans un oppidum au cœur de la forêt de Sillé-le-Guillaume. Cette situation instable va se prolonger durant tout le Xe siècle. À l'aube de l'An Mil, la société du Maine est sur le point de s'écrouler, comme ce fut le cas jadis au Ve siècle.
C'est durant la première moitié du XIe siècle que la situation se stabilise à nouveau. On assiste alors à une véritable « renaissance sociale », dont les changements se produisent sous deux formes. D'une part, la société religieuse se réorganise et les églises sont reconstruites, et d'autre part c'est l'avènement du système féodal, qui est de près suivi de la construction des premiers châteaux. De nombreux tombeaux en roussard en forme d'auge, sont retrouvés datant de cette époque, notamment à Douillet, Sougé-le-Ganelon et Saint-Céneri. Les églises ou chapelles des communes du canton sont fondées selon la tradition de la reine Berthe[précision nécessaire] (Montreuil-le-Chétif, Moitron, Saint-Christophe-du-Jambet, Douillet...).
Le régime féodal commence à s'organiser. Le canton de Fresnay est divisé à l'instar du pays, en de multiples états indépendants. Le Maine se retrouve enclavé et la source de nombreuses convoitises qui font de lui une proie très disputée, autant par la ruse que par les armes. Sur toutes les frontières s'élèvent des forteresses (Saint-Céneri, Sillé-le-Guillaume, Fresnay-sur-Sarthe, Beaumont-sur-Sarthe, Assé-le-Boisne...).
Tout au long du XIe siècle le canton est le terrain de luttes acharnées entre maisons féodales. Les Manceaux et les Normands se mènent une guerre interminable qui ravage le pays. On peut d'ailleurs relever deux épisodes célèbres durant cette période troublée, que sont la commune du [Mans] en 1071, et l'attaque du château de Sillé. Le Maine voit passer Guillaume le Conquérant qui, s'étant rendu maître de l'Angleterre, arrive à la tête d'une puissante et nombreuse armée « d'aventuriers » anglais, ravis de pouvoir marcher sur les Manceaux, guidés par une volonté symbolique de « vengeance nationale ». Ils enlèvent le château de Fresnay, et plus tard celui de Sillé. Ils ravagent les campagnes du canton, et se livrent à toutes sortes de dévastations, « coupant les arbres, brûlant les hameaux, faisant au Maine tout le mal qu'ils auraient voulu faire à la Normandie ». Dix ans plus tard, le vicomte de Fresnay, Hubert de Beaumont-au-Maine, s'allie au comte d'Anjou contre Guillaume le Conquérant, et le Maine se trouve à nouveau dévasté par des conflits qui n'en finissent pas. Les combats qui se livrent tour à tour sous les murs de Fresnay, Saint Céneri et Sillé, sont suspendus par la prédication de la première croisade et le passage dans le Maine du Pape Urbain II, au mois de mars 1096. C'est à la mort de Guillaume le Roux en 1100 que la guerre se termine enfin, rendant ainsi la paix à toute la province.
À partir du XIIe siècle, les guerres privées se font de plus en plus rares notamment entravées par les croisades. Ces dernières furent un élément déterminant de la vie sociale, économique et militaire du pays (commanderie du Gué-Lian à Moitron-sur-Sarthe). À cette même époque, Fresnay devient le chef-lieu du doyenné. On assiste à la mise en place du Clergé de campagne, accompagné de la construction d'églises, de presbytères et de prieurés. Le Maine tombe sous la domination de Richard Cœur de Lion, une tranquillité absolue règne alors sur le Maine et la Normandie. Les grands seigneurs sont absorbés par les croisades. Ce n'est qu'à partir du meurtre d'Arthur de Bretagne par le roi Jean sans Terre, lorsque Philippe Auguste eut résolu de confisquer le Maine et la Normandie, que la guerre vint de nouveau troubler le calme dans la région. C'est la première guerre nationale, entre la couronne d'Angleterre et celle de France. La victoire de Philippe Auguste eut pour conséquence de délivrer le Maine de l'influence anglo-normande.
Les premières chapelles, les églises de Fresnay, Saint-Christophe-du-Jambet, Ségrie et Douillet datent du XIIIe siècle. À l'orée du XIVe siècle, la population rurale a sensiblement augmenté et de nombreux hameaux poussent ici et là. Les édifices religieux sont agrandis ou rénovés, et les églises se dotent de petits autels latéraux, tandis que les chœurs sont réaménagés. À cette époque et jusqu'au XIVe siècle, la division territoriale du Maine s'intensifie, notamment par l'abolition du servage, et l'acquisition par de nouveaux petits propriétaires ruraux, de lopins de terre de moindre étendue, permettant ainsi le développement d'une classe de propriétaires terriens s'élevant à une nouvelle condition sociale par le travail de la terre. Les serfs deviennent des tenanciers libres. Il s'agit là de l'une des évolutions notables marquant le règne de saint Louis, et préparant notamment à la célèbre ordonnance de 1315 qui abolira définitivement le servage au sein du domaine royal. C'est également à cette période, à cheval sur le XIVe et le XVe siècle, que débute la guerre de Cent Ans. Le Maine est alors régulièrement dévasté, tantôt par des épidémies comme la peste noire autour de 1348, tantôt par la conquête, il est ravagé par les Anglo-Navarrais dès 1357 après la bataille de Poitiers.
Les forteresses de Fresnay et de Sillé-le-Guillaume tombent aux mains de l'ennemi. Le traité de Brétigny tentera mais en vain, de faire évacuer la ville de Fresnay par les Anglais, mais c'est Bertrand Du Guesclin qui par ses victoires militaires, finira par mettre les Anglais en fuite. Après la bataille d'Azincourt en 1415, le roi Henri V d'Angleterre entreprend la conquête de la Normandie puis du Maine, la contrée passe sous la domination des Anglais pendant une trentaine d'années, durant lesquelles se mêlent souffrances — la garnison anglaise de Fresnay est particulièrement sauvage — et courageuses révoltes, menées par deux vaillants soldats, Ambroise de Loré et le Bastard d'Alençon. Les Anglais de Fresnay pillent sans retenue, ils ruinent la noblesse et sont particulièrement cruels envers les paysans, si bien qu'en 1450, les villages du canton sont désertés, toutes les paroisses souffrent des excès de cruauté. Les terres ne sont plus cultivées, les bois sont incendiés, et la population est en partie décimée. Ceux qui restent détestent les Anglais, et finissent peu à peu par reprendre possession des villes et des villages. À l'image du pays tout entier dont l'économie est ruinée par la guerre, les campagnes se sont peu développées dans le Maine et sur le canton pendant la guerre de Cent Ans.

### L'époque moderne
À la fin du Moyen Âge, vers la fin du XVe siècle, le canton de Fresnay assiste à une période de prospérité. C'est au XVIe siècle qu’apparaît la petite noblesse rurale et avec elle l'édification des premières demeures seigneuriales. La grande majorité des manoirs que l'on peut encore admirer aujourd'hui sur le canton ont été construits et habités par les seigneurs, à cette époque. C'est aussi l'essor des petites industries locales (minoteries, ateliers de tisserands, forges, moulins…). L'influence artistique de la Renaissance se traduit dans les campagnes à travers l'Église dont les bâtiments religieux font l'objet de modifications.
Peu touché par les guerres menées par François Ier contre l'Espagne de Charles Quint et peu troublé par les débuts de la Réforme protestante, le Maine entre dans une période propice au développement économique. On assiste, avec l'essor des petites industries, à l'avènement d'une nouvelle classe sociale : celle des bourgeois ruraux (commerçants, artisans et petits patrons). L'arrivée d'Henri IV au pouvoir met fin aux remous des guerres de Religion et apporte un renforcement du pouvoir de l'État dans les contrées comme le Maine, avec la multiplication des impôts, l'établissement de la justice publique et la création de corps d'officiers publics, notamment dans le domaine notarial.
L'État renforce également son influence centralisée autour de Louis XIV : le grand Roi-Soleil, et la petite noblesse rurale déserte les campagnes provinciales pour s'établir dans les grandes agglomérations ou à la Cour du Roi ; elle est remplacée dans les campagnes par la petite bourgeoisie issue de la tranche supérieure du tiers état. Peu à peu, les fermiers généraux remplacent les anciens seigneurs. Mais si on s'amuse à la Cour du Roi, les campagnes du Maine ne sont pas épargnées par les impôts, la disette, la famine ou la rudesse de l'hiver. Éprouvée, la population souhaite des réformes. Au début de 1789, les habitants remplissent leurs cahiers de doléances et désignent leurs députés. Attachés au roi et respectueux de la religion, ils réclament avant tout une simplification des démarches administratives et une plus grande participation dans la gestion des affaires provinciales. Ils sont favorables à l'abolition des privilèges et réclament une amélioration des voies de communication. En 1790, on met en place les premières municipalités, certains curés sont contraints à céder leur place. La République est proclamée en 1792.
Les années qui suivent sont marquées par la guerre de Vendée et l'arrivée en Sarthe des Chouans, qui ne vont pas cesser d'inquiéter les populations locales et de semer la terreur sur le territoire. La situation se calme à l'avènement du Consulat puis de l'Empire, le district de Fresnay entre, malgré la conscription, dans une période de prospérité. La démographie évolue, la population augmente, puis diminue, c'est le temps des première migrations des campagnes vers les villes.

## Représentation

### Conseillers généraux de 1833 à 2015
| Période | Période | Identité                                                   | Étiquette                                  | Qualité |
| ------- | ------- | ---------------------------------------------------------- | ------------------------------------------ | --- |
| 1833    | 1836    | Alexandre Pierre Contencin père (1769-1858)                |                                            | Propriétaire à Fresnay-sur-Sarthe |
| 1836    | 1841    | Charles François Maximilien Comte de Perrochel (1779-1853) |                                            | Maire de Saint-Aubin-de-Locquenay |
| 1841    | 1861    | Michel Rigault-Beauvais                                    |                                            | Juge de paix à Fresnay-sur-Sarthe |
| 1861    | 1877    | Pierre Hatton                                              | Droite                                     | Docteur-médecin à Fresnay-sur-Sarthe |
| 1877    | 1913    | Gaston Galpin                                              | Bonapartiste puis NI puis Entente (Droite) | Conseiller de préfecture, maire d'Assé-le-Boisne, député (1885-1923) |
| 1913    | 1914    | Camille Horeau                                             | RG                                         | Médecin, maire de Fresnay-sur-Sarthe |
| 1914    | 1919    | Joseph Caillaux                                            | ARD puis Rad.                              | Député (1898-1919), sénateur (1925-1944), président du Conseil des ministres (1911-1912), ministre (1926) |
| 1919    | 1925    | Louis Leloup                                               | RG                                         | Industriel, premier adjoint au maire de Fresnay-sur-Sarthe |
| 1925    | 1940    | Joseph Caillaux                                            | Rad.                                       | Député (1898-1919), sénateur (1925-1944), président du conseil général, président du Conseil des ministres (1911-1912), ministre (1926), nommé membre de la Commission administrative départementale en 1941                                            |
|         |         |                                                            |                                            | |
| 1945    | 1976    | Henry Bizot                                                | RI                                         | Haut-fonctionnaire et banquier, propriétaire du château de Cerisay, maire d'Assé-le-Boisne |
| 1976    | 1982    | Jean Riant                                                 | DVD                                        | Docteur en médecine, maire de Fresnay-sur-Sarthe (1977-1983) |
| 1982    | 1994    | Henri-Jacques de Caumont, duc de La Force                  | DVD                                        | Ingénieur agricole, exploitant agricole, maire de Saint-Aubin-de-Locquenay (1977-2014) |
| 1994    | 2001    | Pierre Chesnier                                            | PS                                         | Professeur honoraire à l'IUT du Mans |
| 2001    | 2015    | Fabienne Labrette-Ménager                                  | RPR puis UMP                               | Administratrice de société, suppléante du député Pierre Hellier (2002-2007), députée (2007-2012), conseillère régionale, vice-présidente du conseil général, maire de Fresnay-sur-Sarthe depuis 2014, élue en 2015 dans le canton de Sillé-le-Guillaume |

Le canton participe à l'élection du député de la première circonscription de la Sarthe.

### Conseillers d'arrondissement (de 1833 à 1940)
| Période                                  | Période | Identité              | Étiquette | Qualité |
| ---------------------------------------- | ------- | --------------------- | --------- | --- |
| 1833                                     |         | M. Levrard-Duronceray |           | Maire de Fresnay                                                                                            |
|                                          |         |                       |           | |
| 1874                                     | 1886    | Marcel Hédin          |           | Industriel et agronome à Montreuil-le-Chétif                                                                |
|                                          |         |                       |           | |
| 1919                                     | 1940    | Louis Martin          | Rad.      | |
| 1940                                     |         |                       |           | Les conseils d'arrondissement ont été suspendus par la loi du 12 octobre 1940 et n'ont jamais été réactivés |
| Les données manquantes sont à compléter. |         |                       |           | |

## Composition

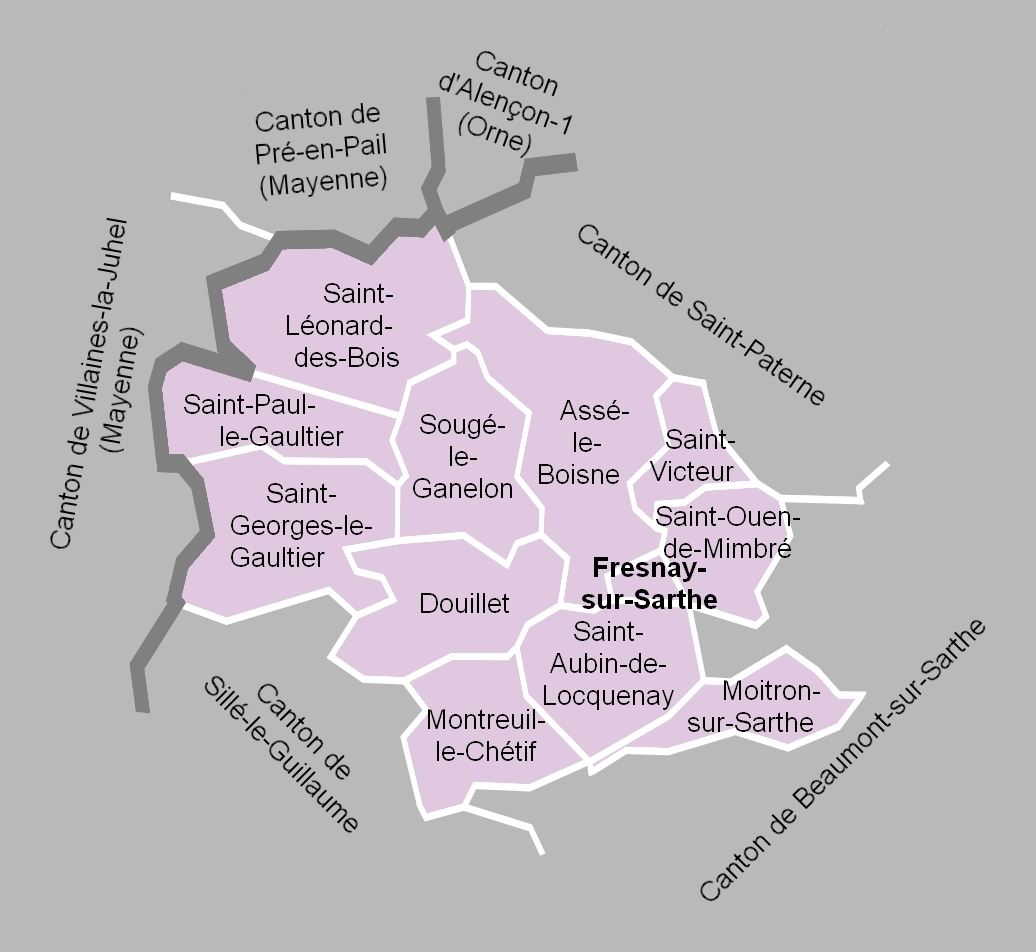
La carte des communes du canton. Les cantons limitrophes étaient ceux de Villaines-la-Juhel, de Pré-en-Pail, d'Alençon-1, de Saint-Paterne, de Beaumont-sur-Sarthe et de Sillé-le-Guillaume.

Le canton de Fresnay-sur-Sarthe comptait 8 248 habitants en 2012 (population municipale et regroupait douze communes) :
- Assé-le-Boisne ;
- Douillet ;
- Fresnay-sur-Sarthe ;
- Moitron-sur-Sarthe ;
- Montreuil-le-Chétif ;
- Saint-Aubin-de-Locquenay ;
- Saint-Georges-le-Gaultier ;
- Saint-Léonard-des-Bois ;
- Saint-Ouen-de-Mimbré ;
- Saint-Paul-le-Gaultier ;
- Saint-Victeur ;
- Sougé-le-Ganelon.

À la suite du redécoupage des cantons pour 2015, toutes les communes sont rattachées au canton de Sillé-le-Guillaume.
Contrairement à beaucoup d'autres cantons, le canton de Fresnay-sur-Sarthe n'incluait aucune commune supprimée depuis la création des communes sous la Révolution.

## Démographie
| 1962  | 1968  | 1975  | 1982  | 1990  | 1999  | 2006  | 2011  | 2012  |
| ----- | ----- | ----- | ----- | ----- | ----- | ----- | ----- | ----- |
| 9 010 | 8 695 | 8 619 | 8 395 | 7 722 | 7 660 | 8 092 | 8 287 | 8 248 |